# James Whitman
James Q. Whitman is een Amerikaans jurist en hoogleraar "Vergelijkend en Buitenlands Recht" aan de Yale University.
Hij behaalde zijn bachelorgraad en Juris. Doc. aan Yale University, een mastergraad aan Columbia University en een graad in filosofie aan University of Chicago.
In april 2010 werd hij onderscheiden met het 'Guggenheim Fellowship'. In 2015 ontving hij het doctoraat honoris causa van de KU Leuven.
In zijn - in 2017 - uitgekomen boek Hitler's American Model, The United States and the Making of Nazi Race law, betoogt hij dat door nazi-Duitsland vóór 1940 met grote belangstelling naar de Verenigde Staten werd gekeken en inspiratie werd opgedaan voor de manier waarop raciale denkbeelden van een juridisch fundament konden worden voorzien. Het boek verwierf in brede kring kritische instemming.
Whitman werd in 2017 verkozen tot Fellow of the American Academy of Arts and Sciences.